# Indotyphlidae
Indotyphlidae là một họ động vật lưỡng cư trong bộ Gymnophiona. Họ này có 20 loài.

## Phân loại học
Họ Indotyphlidae gồm 7 chi với 21 loài sau:
- Chi Gegeneophis Peters, 1880 
  - Gegeneophis carnosus
  - Gegeneophis danieli
  - Gegeneophis goaensis
  - Gegeneophis krishni
  - Gegeneophis madhavai
  - Gegeniophis mhadeiensis
  - Gegeneophis nadkarnii
  - Gegeneophis pareshi
  - Gegeneophis primus
  - Gegeneophis ramaswamii
  - Gegeneophis seshachari
- Chi Grandisonia Taylor, 1968 
  - Grandisonia alternans
  - Grandisonia brevis
  - Grandisonia larvata
  - Grandisonia sechellensis
- Chi Hypogeophis Peters, 1880 
  - Hypogeophis rostratus
- Chi Idiocranium Parker, 1936
  - Idiocranium russeli
- Chi Indotyphlus Taylor, 1960
  - Indotyphlus battersbyi
  - Indotyphlus maharashtraensis
- Chi Praslinia Boulenger, 1909
  - Praslinia cooperi
- Chi Sylvacaecilia Wake, 1987 
  - Sylvacaecilia grandisonae